# Paolo Gerolamo Brusco
Paolo Gerolamo Brusco (Savona, 8 giugno 1742 – 30 marzo 1820) è stato un pittore italiano del Settecento che operò soprattutto in Liguria.

## Biografia
Paolo Gerolamo Brusco (soprannominato anche Bruschetto) nella sua lunga carriera ha prodotto numerosi quadri di soggetto sacro e profano che ornano chiese, oratori e palazzi di tutta la Liguria. 
Figlio di Giovanni Battista e Anna Maria Romè, fratello dell'ingegnere Giacomo Agostino e del pittore Angelo Stefano, frequentò a Roma la scuola di pittura con Anton Raphael Mengs e Pompeo Batoni. Rientrato a Savona, si sposò con Nicoletta Rochella da cui ebbe i figli Giulio, morto in giovane età, e Tommaso. Quest'ultimo si trasferì poi a Lione arruolandosi nell'esercito.
Brusco, che era spesso in rivalità con il suo concittadino Carlo Giuseppe Ratti, viene descritto dai suoi contemporanei come burlone e irriverente. Non disdegnava il vino e teneva in poco conto il denaro. Pare che lo stesso soprannome Bruschetto fosse da lui stesso utilizzato per indicare come altra persona l'autore di alcune sue mediocri realizzazioni. Egli infatti era molto portato all'improvvisazione più che a una applicazione metodica, e volendo accaparrarsi più committenze possibili, non dedicava poi a tutte il tempo e l'attenzione necessari. Unico fondatore di una scuola di pittura savonese, fu maestro di Gaspare Domenico Rastellino, Agostino Oxilia, Giovanni Battista Magliani, Giacomo Gavotti, Vincenzo Macchioli e Camillo Naselli-Feo. 
Spesso fu coadiuvato dal fratello Angelo Stefano, che terminava o rifiniva le sue opere. Paolo Gerolamo per un certo periodo seguì l'altro fratello, l'ingegnere Giacomo, nella città di Genova dove realizzò opere in diverse chiese. Per quel che riguarda Savona, sono da notare in particolare i ritratti di papa Pio VII (realizzati durante la prigionia di questi in città) e gli affreschi nella Cappella Sistina. Il prefetto Gilbert Chabrol de Volvic nel 1810 lo incaricò di dipingere una apoteosi di Napoleone nel palazzo della prefettura, che il Brusco realizzò in maniera molto fredda e formale. Secondo molti tale incarico gli fu affidato come "contrappasso" per avere realizzato poco tempo prima un quadro, il Misogallo, di evidente spirito antifrancese. 
Dipinse anche facciate di abitazioni, di chiese e maioliche per il savonese Boselli.
Il Brusco fece parte della locale Accademia dell'Arcadia con lo pseudonimo di Niso Letimbrico.

## Opere

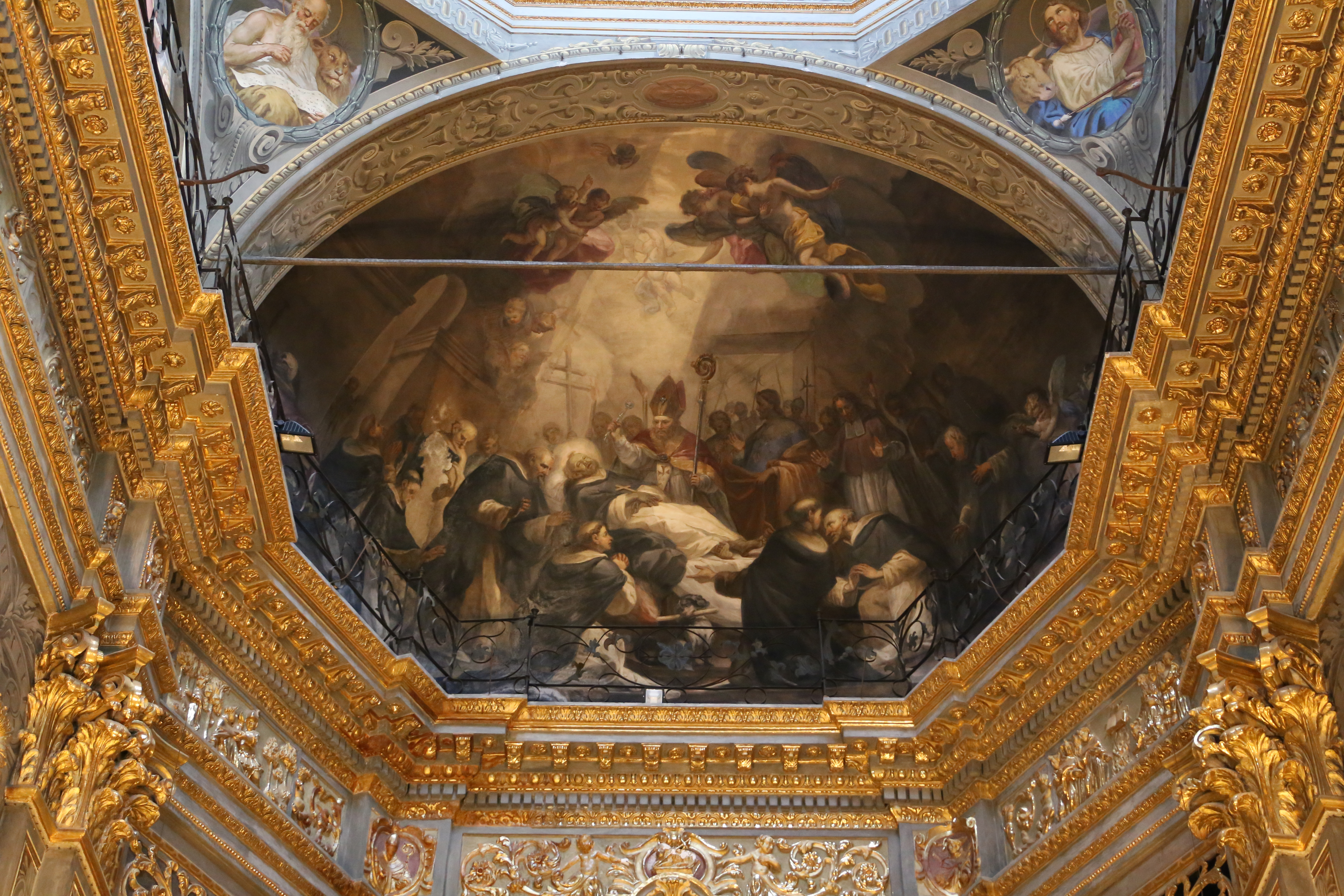
Morte di San Domenico, chiesa di San Giovanni Battista in San Domenico, Savona

- Villa Gavotti ad Albisola Superiore: progetto dell'edificio e del giardino.
- Cattedrale di Savona: affreschi nella prima cappella laterale sinistra e cappella del Sacro Cuore (seconda a destra).
- Cappella Sistina (Savona): affreschi dell'Immacolata con Adamo ed Eva sulla volta.
- Santuario di Nostra Signora della Misericordia (Savona): pala d'altare dell'Immacolata Concezione nella prima cappella di destra.
- Chiesa di San Giovanni Battista in San Domenico a Savona: Morte di San Domenico (1790 ca.), nel catino absidale
- Chiesa di Sant'Andrea Apostolo (Savona): quadro di San Vincenzo de' Paoli nella prima cappella di destra.
- Oratorio dei Santi Pietro e Caterina (Savona): storie di santa Ceterina.
- Chiesa di San Pietro a Savona: stucchi e affreschi.
- Chiesa di San Bernardo in Stella: quadri dei 15 misteri del rosario.
- Chiesa di San Lorenzo a Cairo Montenotte: affreschi del presbiterio.
- Chiesa di San Martino in Stella: affresco di San Martino realizzato nel 1810 in collaborazione con il fratello Angelo Stefano Brusco.
- Chiesa della Santissima Trinità a Sassello: affreschi nel catino e nel presbiterio (1801).
- Chiesa di San Michele in Celle Ligure: affreschi nel catino, nella volta del presbiterio, nella cappella laterale del Rosario; affreschi e tele nella cappella laterale del Suffragio.
- Chiesa di San Nicolò ad Albisola Superiore: dipinti, tele e affreschi delle volte e del catino dell'abside.
- Santuario di Nostra Signora delle Grazie al Molo (Genova): affreschi.
- Oratorio di Nostra Signora di Castello (Savona): tela della Madonna di Misericordia, in controfacciata.
- Chiesa di San Giovanni Battista in Savona: storie di san Domenico.
- Basilica di Santa Maria delle Vigne (Genova): transito della Vergine e sant'Elena ritrova la croce.
- Palazzo Vivaldi Pasqua Pallavicino (Genova): scene di Giuditta.
- Collegiata di San Giovanni Battista (Finale Ligure): affreschi delle storie di san Giovanni.
- Chiesa di San Giovanni Battista (Pieve di Teco): 14 stazioni della Via Crucis.